# هارون جيمس
هارون جيمس هو عالم موسيقى كندي، ولد في 1 سبتمبر 1986 في تورونتو في كندا.